# Георгій (архієпископ Кіпру)
Георгій (грец. Αρχιεπίσκοπος Γεώργιος) ; 25 травня 1949 , Афієнуd, Ларнака     ) - архієпископ Нової Юстиніани і всього Кіпру, предстоятель Церкви Кіпру з 24 грудня 2022 року

## Біографія
В 1967 закінчив Панкіпрську гімназію, вступив на хімічний факультет Афінського університету, який закінчив в 1972 .
З 1976 до 1980 року навчався на богословському факультеті Афінського університету. Після закінчення навчання в Афінському університеті стажувався в Англії  .
23 грудня 1984 року хор-єпископом Саламінським Варнавою (Солому) висвячений у сан диякона .
17 травня 1985 року архієпископом Кіпрським Хризостомом I висвячений у сан пресвітера зі зведенням у сан архімандрита  .
1994 року був призначений секретарем Священного Синоду Кіпрської Православної Церкви. Паралельно зі служінням у Священному Синоді отець Георгій викладав хімію у середній школі  .

### Єпископське служіння
24 квітня 1996 року був обраний хор-єпископом Арсінойським, вікарієм Пафської митрополії. Його архієрейська хіротонія відбулася 26 травня 1996  .
29 грудня 2006 року рішенням Священного Синоду хор-єпископа Георгія було одноголосно обрано митрополитом Пафським. Зведення його на кафедру відбулося наступного дня  .

### Предстоятельство

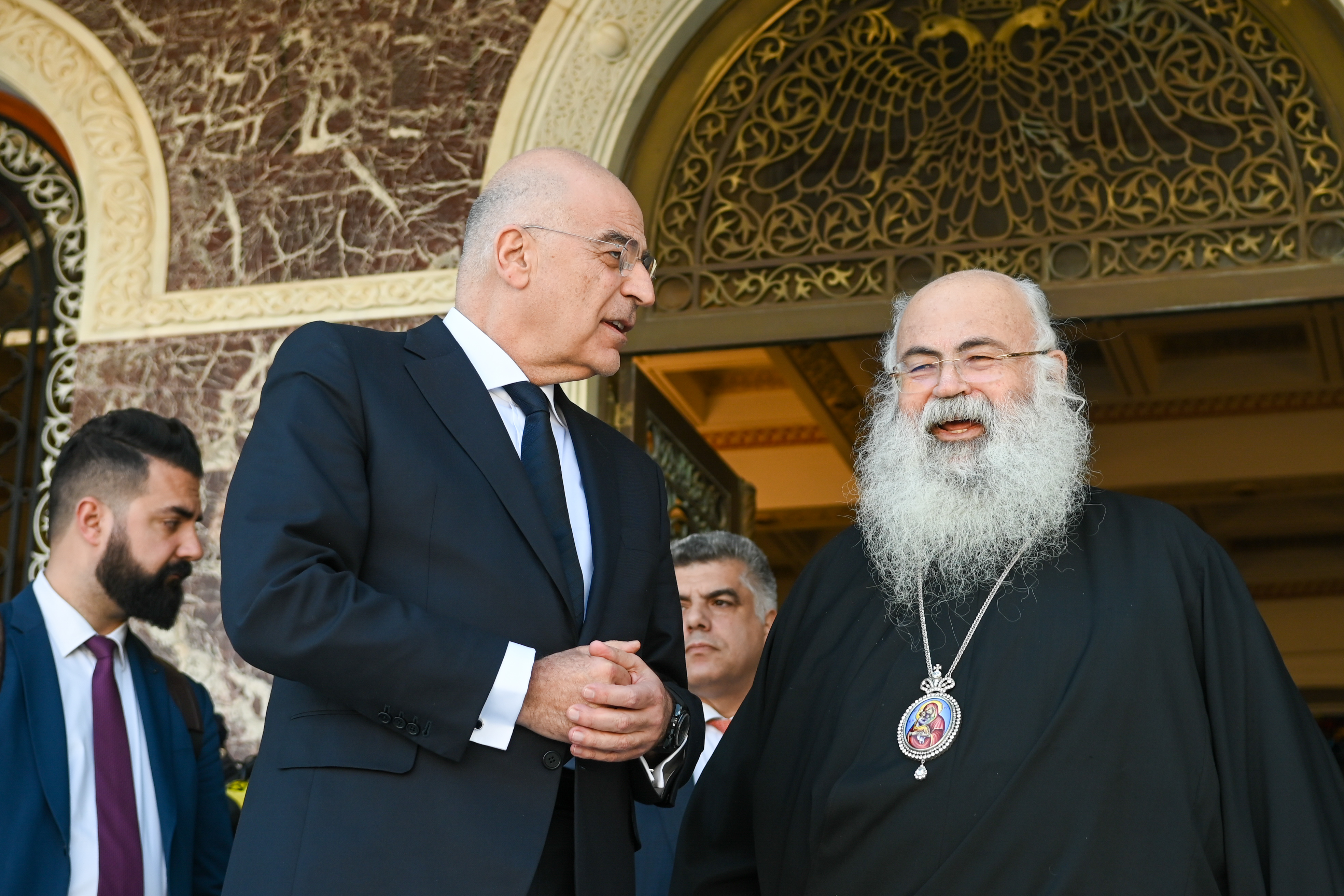
Зустріч архієпископа Георгія із міністорм іноземних справ Греції Нікосом Дендіасом, 31 травня 2023

7 листопада 2022 року, на екстренному засіданні синоду Цекрви Кіпру після смерті її предстоятеля Хризостома II був обраний місцеблюстителем архієпископського престолу.
Висунув свою кандидатуру на вибори предстоятеля церкви.
Вибори архієпископа Кіпру відбулись у 2 тури: у першому, проведеному 18 грудня, право голосу отримали усі православні кіпріоти, за його результатами троє архієреїв, що набрали найбільшу кількість голосів, пройшли далі. 24 грудня, у другому турі, серед цих трьох кандидатів чинні архієреї Православної Церкви Кіпру обрали предстоятеля.
| № | Кандидат                 | Кандидат   | Кандидат                                             | Голоси | Рішення              |
| № | Ім'я                     | Сан        | Титул                                                | Голоси | Рішення              |
| - | ------------------------ | ---------- | ---------------------------------------------------- | ------ | -------------------- |
| 1 | Афанасій (Ніколау)       | митрополит | Лімасольський, проедр Амафунтський і Курійський      | 35,68% | пройшов у другий тур |
| 2 | Георгій (Папахризостому) | митрополит | Пафський, іпертим та екзарх Арсіної та Ромеї         | 18,39% | пройшов у другий тур |
| 3 | Ісая (Кікотіс)           | митрополит | Тамаський, проедр Орініський                         | 18,1%  | пройшов у другий тур |
| 4 | Василій (Караянніс)      | митрополит | Константський, проедр Амохостоський                  | 14,79% |                      |
| 5 | Неофіт (Масурас)         | митрополит | Морфський, проедр Солиський                          | 9,8%   |                      |
| 6 | Хризостом (Кікотіс)      | митрополит | Кирінійський, іпертим та екзарх Лапітоса та Караваса | 3,24%  |                      |

| №                            | Кандидат                 | Кандидат   | Кандидат                                        | Голоси | Рішення               |
| №                            | Ім'я                     | Сан        | Титул                                           | Голоси | Рішення               |
| ---------------------------- | ------------------------ | ---------- | ----------------------------------------------- | ------ | --------------------- |
| 1                            | Георгій (Папахризостому) | митрополит | Пафський, іпертим та екзарх Арсіної та Ромеї    | 11     | обраний предстоятелем |
| 2                            | Афанасій (Ніколау)       | митрополит | Лімасольський, проедр Амафунтський і Курійський | 4      |                       |
| 3                            | Ісая (Кікотіс)           | митрополит | Тамаський, проедр Орініський                    | 0      |                       |
| 1 бюлетень визнано недійсним |                          |            |                                                 |        |                       |

За результатами виборів митрополит Георгій був обраний архієпископом Нової Юстиніани і всього Кіпру.
На початку його помилково інколи подавали як Георгія ІІІ, що пізніше було спростовано прес-службою Кіпрської архієпископії.